# Prosotas norina
Prosotas norina är en fjärilsart som beskrevs av Lambertus Johannes Toxopeus 1929. Prosotas norina ingår i släktet Prosotas och familjen juvelvingar. Inga underarter finns listade i Catalogue of Life.